# Torricado
El torricado es un plato típico del Ribatejo, región ribereña en Portugal, que consiste en una hogaza de pan abierta por la mitad, cuya miga es rajada en cuadros, se aliña con sal, aceite de oliva y ajo, y se cuece a las brasas. Frecuentemente se acompaña de bacalao (torricado com bacalhau). También se puede acompañar de pimiento morrón, piri-piri o cilantro. La palabra torricado proviene del verbo torrar, 'asar'.

## Origen
En origen, este plato lo elaboraban los trabajadores del campo y de los viñedos de la llanuras del Tajo, principalmente en la zona de Almeirim, Azambuja, Cartaxo y Santarém. Era normal que se ausentaran de casa por unos días, por lo que se llevaban una hogaza grande, y a los días, cuando el pan se ponía duro, hacían torricado para no desperdiciarlo.
La cultura del bacalao fue traída al Ribatejo por temporeros de la uva, que venían del norte de Portugal (el área de Aveiro e Ílhavo). Se hacía una hoguera con las ramas de la poda. Como la madera de la vid arde rápido, en seguida se hacían brasas, sobre las que se cocinaba el bacalao. También había sitio para tostar panes abiertos por la mitad, que acto seguido eran fregados con dientes de ajo y mojados con aceite. El plato, sencillo pero calórico, servía para almorzar durante las vendimias.

## Promoción
En la freguesia de Samora Correia, una cofradía local hace honor a este popular plato: la Confraria do Torricado com Bacalhau. Durante el Festival de Gastronomía da Lezíria Ribatejana, en Benavente, uno de los eventos es la «fiesta del torricado con bacalao».